# Stadion Grbavica
Stadion Grbavica – stadion piłkarski w Sarajewie o pojemności 16 100 widzów; jest trzecim pod względem pojemności stadionem w Bośni i Hercegowinie. Swoje mecze rozgrywa na nim FK Željezničar. Nazwa obiektu pochodzi od dzielnicy Grbavica, w której jest on położony.

## Historia

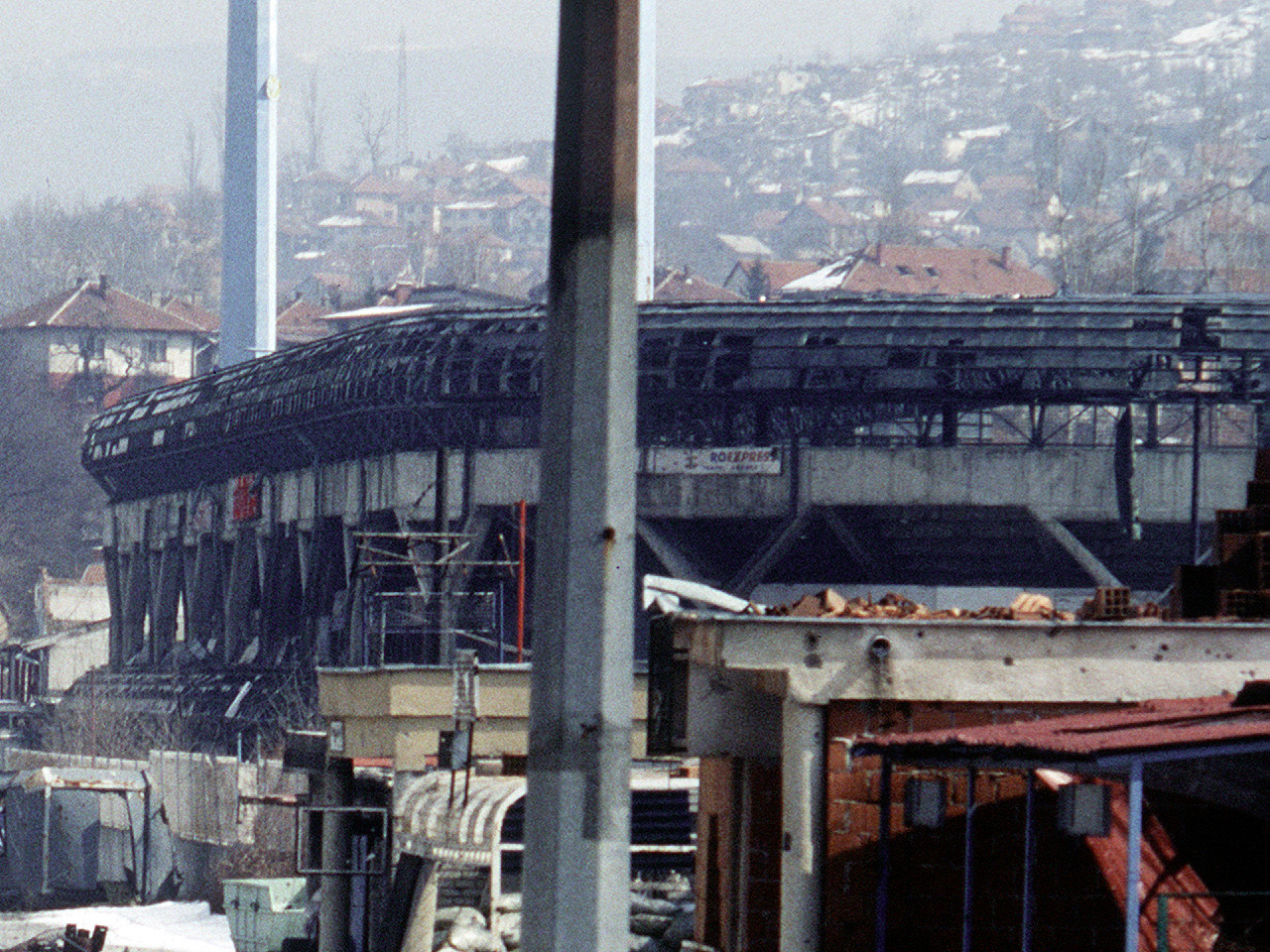
Zniszczony stadion Grbavica (1996)

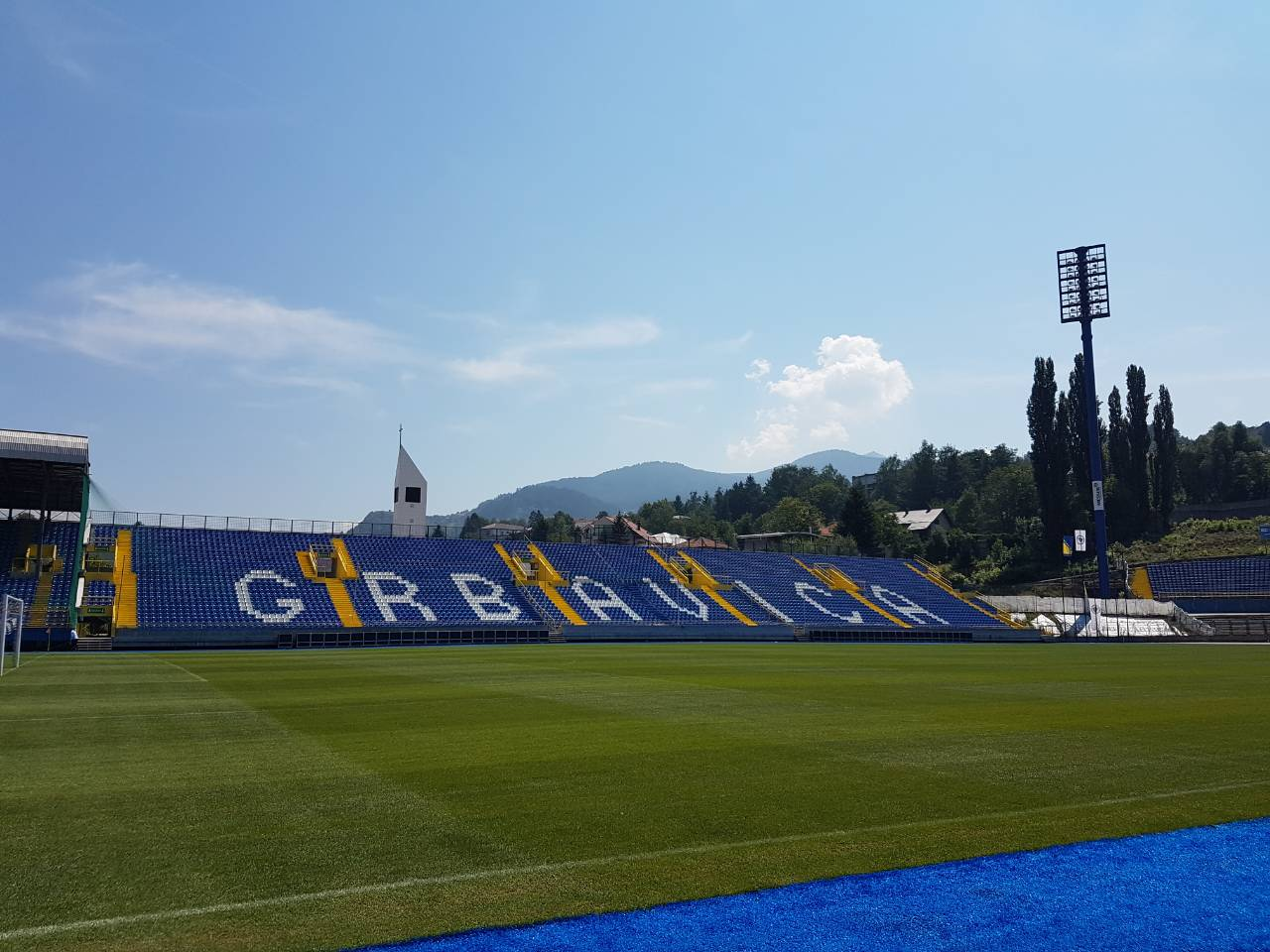
Dobudowana w 2017 roku trybuna wschodnia

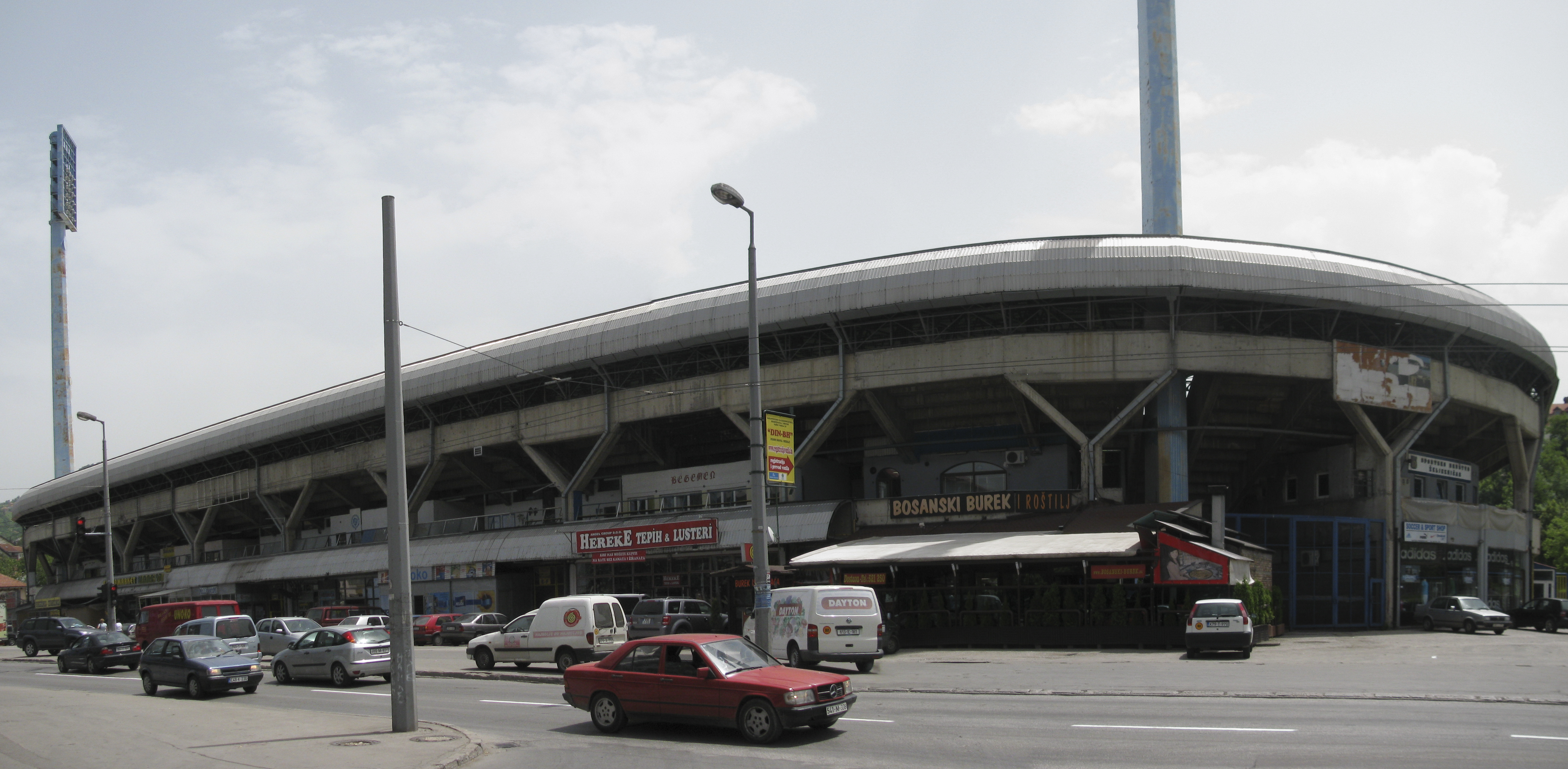
Stadion od zewnątrz

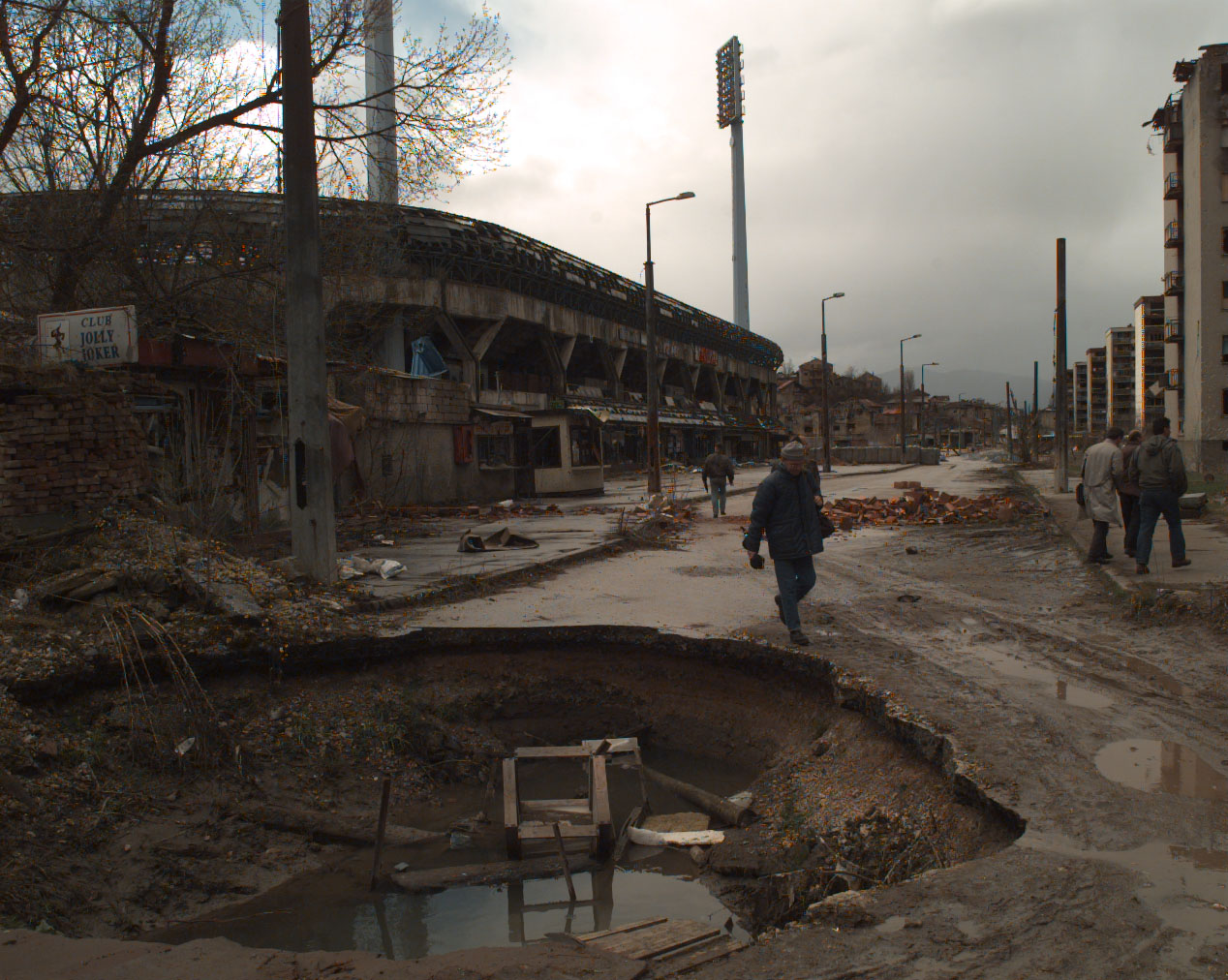
Okolice stadionu w 1996 roku

Budowę stadionu rozpoczęto w 1949 roku, a jego inauguracja odbyła się 13 września 1953 spotkaniem FK Željezničar – HNK Šibenik, zakończonym zwycięstwem gospodarzy 4:1, a hat-tricka w tym spotkaniu zdobył Ilijaš Pašić. Od 30 czerwca 1968 do 25 kwietnia 1976 obiekt przechodził przebudowę, podczas której zamontowano jupitery, dobudowano wschodnią i południową trybunę oraz usunięto bieżnię. W 1985 roku dobudowano północną trybunę. 4 maja 1992 stadion został podpalony. 2 maja 1996 odbył się pierwszy na tym obiekcie mecz po wojnie, w którym Željezničar zremisował 1:1 z FK Sarajevo. W 2004 roku na stadionie zamontowano krzesła, a w 2009 miała miejsce renowacja reflektorów. 1 kwietnia 2017 przed meczem Željezničara ze Slobodą Tuzla otwarto wschodnią trybunę stadionu. Mecz zakończył się wygraną gospodarzy 4:2.
Na stadionie dziewięciokrotnie odbywały się mecze reprezentacyjne:
- 14 października 1987 Jugosławia wygrała 3:0 z Irlandią Północną w eliminacjach do Mistrzostw Europy 1988[20]
- 15 sierpnia 2001 Bośnia i Hercegowina wygrała towarzysko 2:0 z Maltą[21]
- 27 marca 2002 Bośnia i Hercegowina zremisowała towarzysko 4:4 z Macedonią[21]
- 10 sierpnia 2010 Bośnia i Hercegowina zremisowała towarzysko 1:1 z Katarem[21]
- 7 października 2017 Bośnia i Hercegowina przegrała 3:4 z Belgią w eliminacjach do Mistrzostw Świata 2018[22]
- 15 października 2018 Bośnia i Hercegowina wygrała 2:0 z Irlandią Północną w meczu Ligi Narodów[23]
- 23 marca 2019 Bośnia i Hercegowina wygrała 2:1 z Armenią w meczu eliminacji do Mistrzostw Europy 2020[24].
- 8 października 2020 Bośnia i Hercegowina zremisowała 1:1 (4:5 po rzutach karnych) z Irlandią Północną w meczu barażowym eliminacji do Mistrzostw Europy 2020[25]
- 18 listopada 2020 Bośnia i Hercegowina przegrała 0:2 z Włochami w meczu Ligi Narodów[26].